# Курумканский район
Курумка́нский райо́н (бур. Хурамхаанай аймаг) — административно-территориальная единица и муниципальное образование (муниципальный район) в составе Республики Бурятия Российской Федерации.
Административный центр — село Курумкан.

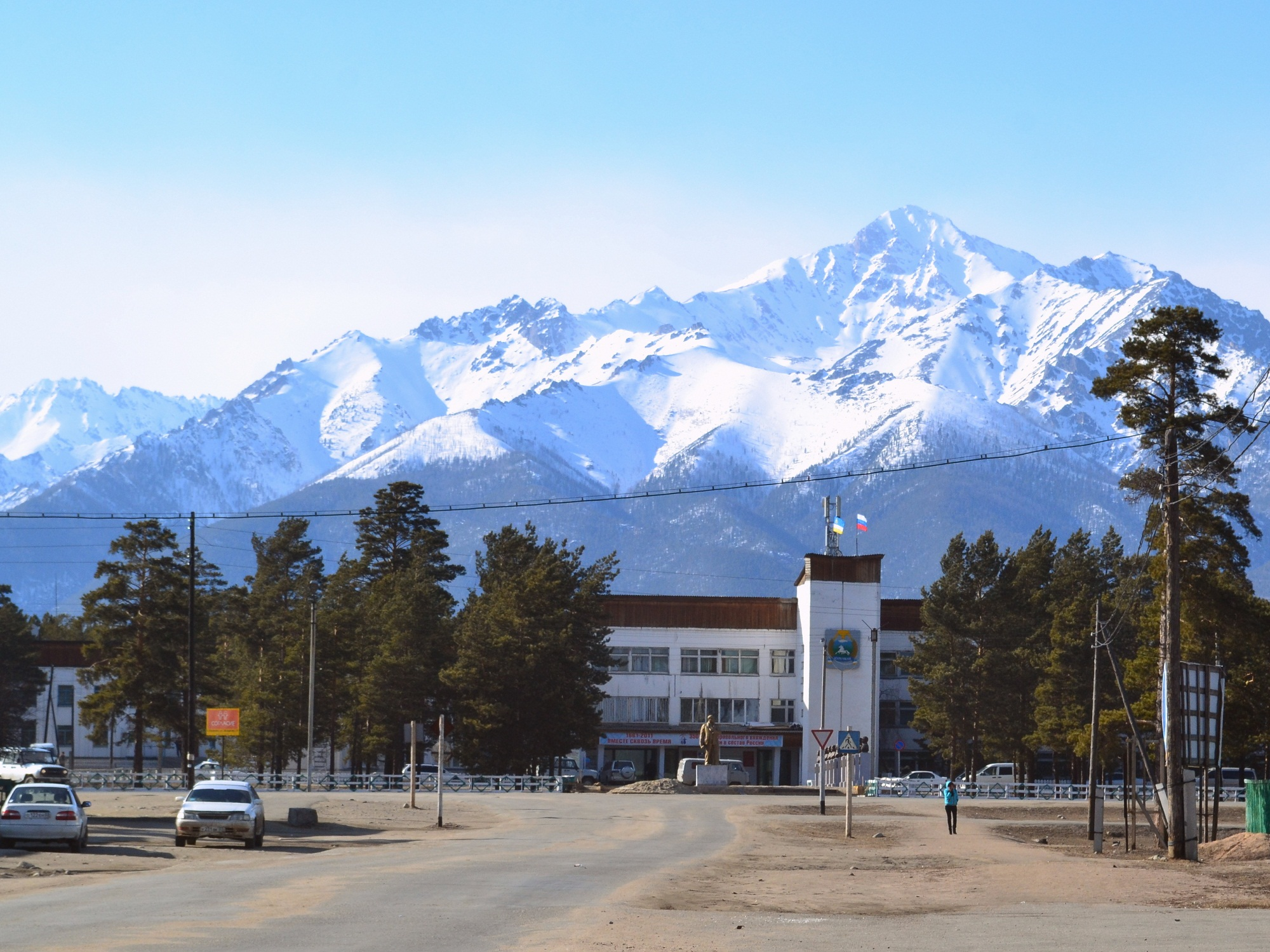
Здание администрации

## Географическое положение
Один из самых отдалённых и молодых районов расположен на северо-востоке Бурятии, в среднем и верхнем течении реки Баргузин, между Икатским и Баргузинским хребтами. Граничит с Баунтовским, Северо-Байкальским и Баргузинским районами республики.
Курумканский район приравнен к районам Крайнего Севера. Расстояние от районного центра, села Курумкан, до столицы республики, города Улан-Удэ, — 411 км.

## История
Курумканский аймак Бурят-Монгольской АССР образован 3 августа 1944 года. В его состав вошли переданные из Баргузинского аймака Барагханский, Гаргинский, Дыренский, Мургунский и Харамодунский сельсоветы.
23 ноября 1959 года Курумканский аймак упразднён с передачей его территории в состав Баргузинского аймака.
11 декабря 1970 года Курумканский аймак выделен из состава Баргузинского аймака.
В октябре 1977 года Курумканский аймак Бурятской АССР переименован в Курумканский район.

## Население
| 1960    | 1961    | 1962    | 1963    | 1964    | 1965    | 1966    | 1967    | 1968    | 1969    | 1970    | 1971    |
| ------- | ------- | ------- | ------- | ------- | ------- | ------- | ------- | ------- | ------- | ------- | ------- |
| 14 600  | →14 600 | ↗15 300 | ↗15 700 | ↗15 900 | ↗16 500 | ↗16 700 | ↗17 000 | ↗17 400 | ↗18 100 | ↘17 500 | ↘17 000 |
| 1972    | 1973    | 1974    | 1975    | 1976    | 1977    | 1978    | 1979    | 1980    | 1981    | 1982    | 1983    |
| ↗17 200 | ↗17 500 | ↗18 000 | ↗18 600 | →18 600 | ↘17 600 | ↗17 900 | ↘17 700 | →17 700 | ↗17 800 | ↗18 400 | ↗18 600 |
| 1984    | 1985    | 1986    | 1987    | 1988    | 1989    | 1990    | 1991    | 1992    | 1993    | 1994    | 1995    |
| ↗18 800 | ↗19 100 | ↘18 800 | →18 800 | ↗18 900 | ↘18 700 | →18 700 | ↘18 600 | →18 600 | →18 600 | ↘18 400 | ↘18 000 |
| 1996    | 1997    | 1998    | 1999    | 2000    | 2001    | 2002    | 2003    | 2004    | 2005    | 2006    | 2007    |
| ↘17 700 | ↘17 400 | ↘17 100 | ↘17 000 | ↘16 700 | ↘16 600 | ↘16 211 | ↘16 100 | ↘15 900 | ↘15 600 | ↘15 500 | →15 500 |
| 2008    | 2009    | 2010    | 2011    | 2012    | 2013    | 2014    | 2015    | 2016    | 2017    | 2018    | 2019    |
| →15 500 | ↘15 452 | ↘15 007 | ↘14 948 | ↘14 704 | ↘14 570 | ↘14 376 | ↘14 139 | ↘14 020 | ↘13 852 | ↘13 599 | ↘13 502 |
| 2020    | 2021    | 2023    | 2024    |         |         |         |         |         |         |         |         |
| ↘13 334 | ↘13 254 | ↘12 950 | ↘12 809 |         |         |         |         |         |         |         |         |

Согласно прогнозу Минэкономразвития России, численность населения будет составлять:
- 2024 — 13,33 тыс. чел.
- 2035 — 12,64 тыс. чел.

### Национальный состав
- Буряты — 65,4 %;
- Русские — 30,7 %;
- Эвенки — 2,3 %;
- Татары — 0,8 %;
- Украинцы — 0,1 %;
- Белорусы — 0,1 %;
- Азербайджанцы — 0,1 %;
- Другие народы — 0,5 %.

## Территориальное устройство

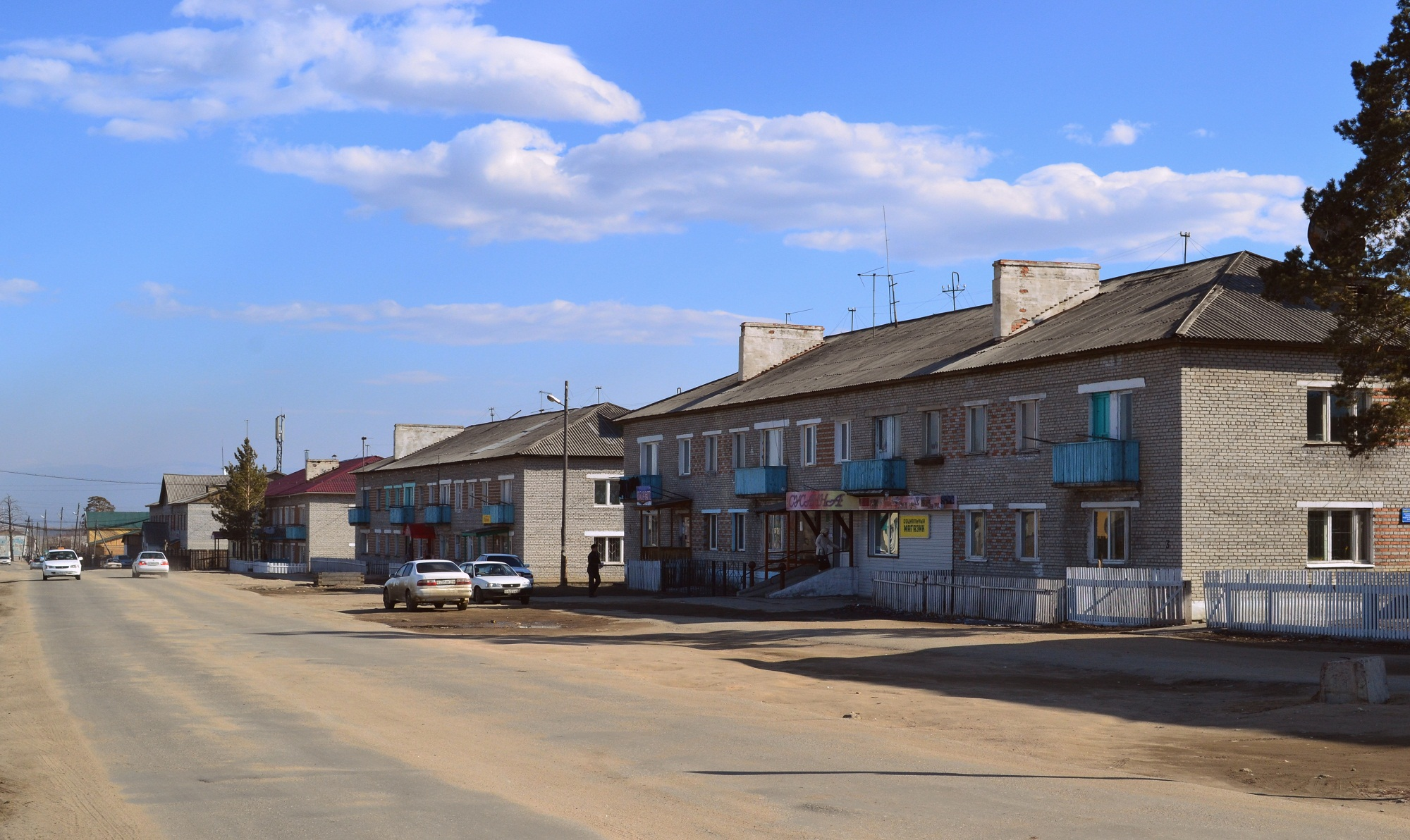
Село Курумкан

Курумканский район разделён на следующие административно-территориальные единицы: 5 сельсоветов и 5 сомона.
Муниципальный район включает 10 муниципальных образований со статусом сельских поселений. Они соответствуют сельсоветам и сомонам.
| №  | Сельское поселение  | Административный центр | Количество населённых пунктов | Население (чел.) | Площадь (км²) | Административно- территориальная единица |
| -- | ------------------- | ---------------------- | ----------------------------- | ---------------- | ------------- | ---------------------------------------- |
| 1  | Аргада              | улус Аргада            | 3                             | ↘1209            | 1568,83       | Аргадинский сомон                        |
| 2  | Арзгун              | улус Арзгун            | 5                             | ↘666             | 1223,91       | Арзгунский сомон                         |
| 3  | Барагхан            | улус Барагхан          | 5                             | ↘936             | 476,15        | Барагханский сомон                       |
| 4  | Дырен эвенкийское   | улус Алла              | 1                             | ↘779             | 951,25        | Дыренский эвенкийский сельсовет          |
| 5  | Курумкан            | село Курумкан          | 4                             | ↗5646            | 642,09        | Курумканский сомон                       |
| 6  | Майск               | посёлок Майский        | 1                             | ↘862             | 4618,63       | Майский сельсовет                        |
| 7  | Могойто             | село Могойто           | 1                             | ↘902             | 26,14         | Могойтинский сельсовет                   |
| 8  | Сахули              | село Сахули            | 2                             | ↘551             | 685,95        | Сахулинский сельсовет                    |
| 9  | Улюнхан эвенкийское | улус Улюнхан           | 5                             | ↘732             | 2056,42       | Улюнханский эвенкийский сельсовет        |
| 10 | Элэсун              | улус Элэсун            | 1                             | ↘526             | 241,99        | Элэсунский сомон                         |

## Населённые пункты
В Курумканском районе 28 населённых пунктов.
| №  | Населённый пункт  | Тип     | Население | Сельское поселение  |
| -- | ----------------- | ------- | --------- | ------------------- |
| 1  | Алла              | улус    | ↘779      | Дырен эвенкийское   |
| 2  | Арбун             | улус    | ↘8        | Барагхан            |
| 3  | Аргада            | улус    | ↘1687     | Аргада              |
| 4  | Арзгун            | улус    | ↘796      | Арзгун              |
| 5  | Барагхан          | улус    | ↘1098     | Барагхан            |
| 6  | Булаг             | улус    | ↘118      | Аргада              |
| 7  | Галгатай          | улус    | ↘27       | Барагхан            |
| 8  | Гарга             | улус    | ↘55       | Арзгун              |
| 9  | Курорт Гаргинский | посёлок | →0        | Арзгун              |
| 10 | Курумкан          | село    | ↗5581     | Курумкан            |
| 11 | Кучегэр           | улус    | ↗48       | Улюнхан эвенкийское |
| 12 | Майский           | посёлок | ↘862      | Майск               |
| 13 | Могойто           | село    | ↘902      | Могойто             |
| 14 | Мургун            | улус    | ↘23       | Курумкан            |
| 15 | Нама              | улус    | ↗93       | Улюнхан эвенкийское |
| 16 | Сахули            | село    | ↘427      | Сахули              |
| 17 | Таза              | улус    | ↗36       | Улюнхан эвенкийское |
| 18 | Томокто           | улус    | ↘36       | Курумкан            |
| 19 | Тунгэн            | улус    | ↗41       | Арзгун              |
| 20 | Угнасай           | улус    | →35       | Арзгун              |
| 21 | Улюнхан           | улус    | ↗678      | Улюнхан эвенкийское |
| 22 | Унэгэтэй          | улус    | ↘104      | Курумкан            |
| 23 | Харамодун         | улус    | ↗73       | Аргада              |
| 24 | Харгана           | улус    | ↘60       | Барагхан            |
| 25 | Хонхино           | улус    | ↘135      | Барагхан            |
| 26 | Шаманка           | посёлок | ↘192      | Сахули              |
| 27 | Элэсун            | улус    | ↘526      | Элэсун              |
| 28 | Ягдыг             | улус    | ↘64       | Улюнхан эвенкийское |

## Экономика
Основу экономики района составляет сельское хозяйство, преимущественно животноводство. Оценка поголовья крупного рогатого скота — более 20 тысяч голов, поголовье овец — около 15 тысяч голов, поголовье свиней — более 2 тысяч голов. Растениеводство развито хуже, часто страдает от засухи. В районе развивается отрасль переработки сельхозпродукции, производятся мука, крупы. Развивается лесозаготовительная промышленность, обработка древесины.
В районе есть полезные ископаемые, но они ввиду труднодоступности практически не добываются. Рекреационный комплекс района обладает большим количеством минеральных и термальных источников на фоне своеобразного микроклимата побережья рек и Баргузинских гор. В пределах района зарегистрировано порядка 50 минеральных источников: горячие сульфатно-гидрокарбонатно-натриевые, сероводородные, сульфатно-натриевые с содержанием радона. Исходя из этого, туристическая инфраструктура представлена в основном базами отдыха вблизи источников.

## Достопримечательности

### Памятники культуры и истории
- Барагханское обоо

Находится в 10 км на юго-запад от с. Барагхан, у подножья горы Бархан-Уула (Бурханай гунгарбаа).
Название горы Бархан Уула упоминается как в древних бурятских мифах, так и в древних тибетских текстах. Культ Бархан горы является одним из древних в Баргузинской долине. Буряты переняли баргутско-эвенкийский культ горы и частично видоизменили его в связи с проникновением буддизма. По преданию у подножия Бархан горы, располагалось стойбище одного из предков Чингисхана.
- Ступа Соодой ламы

Ступа Соодой ламы находится в пяти километрах на запад от села Элэсун, в 23 км на юг от села Барагхан (по дороге), в местности Нижний Куйтун Курумканского района. Субурган построен на самой высокой возвышенности северо-восточной части Нижнего Куйтуна, близ места, где родился Соодой лама. Напротив субургана возвышается гора Бархан-Уула, которая как будто охраняет покой Соодой ламы.
Цэдэн Соодоев родился в 1846 г. Великий бурятский лама-йогин XIX—XX веков, знаменитый мастер буддийской медитации мирового масштаба из Баргузинской долины Республики Бурятия. Его обширные знания и глубокий опыт постижения Учения Будды — бесценное достояние в истории российского буддизма, они имеют непреходящее значение и для бурят-монгольского народа, и для всего буддийского мира.
Соодой лама — великий тантрический йогин, признан мировым буддийским сообществом воплощением великого индийского философа и йогина Нагарджуны, легендарного основоположника Махаяны — Учения «Срединного Пути». Соодой ламы не стало, он умер на 71 году жизни. Он ушел, проведя редчайший обряд в буддийской практике — обряд «джа-лю» — «превращение тела в радугу».
В 1970-х годах по инициативе Ц.-Б. Х. Эрдыниева жители с. Элэсун собрали средства, сложили кирпичный фундамент и поставили на нём чугунный субурган в честь Соодой ламы.
- Мемориал Великой Отечественной войны

Находится в районном центре с. Курумкан (открыт 9 мая 1985 года), посвященный памяти жителей Курумканского района, погибших на фронтах Великой Отечественной войны. Это второй в селе памятник погибшим землякам. Работа над ним началась в год 40-летнего юбилея Победы. Это символом памяти, неразрывной связи поколений, патриотизма…
- Аллея Героев Социалистического Труда

Герой Социалистического Труда — почётное звание, высшая степень отличия за исключительные заслуги перед государством в области хозяйственного, культурного строительства и политической деятельности.
12 уроженцев Курумканского района удостоены этого высокого звания. Это Бадмаев Ч. Б., Бубеев Р. С., Бубеев Ц. Ш., Дамбаев Г. Д., Пармонов В. П., Ринчино Н. Б., Терентьев И. М., Тубденов Ш. У., Хурганов Х. Д., ЦыбиковЧ., Цырендоржиев Д. Ч., Юндунов Ц. Б.
Открытие аллеи Героев Социалистического Труда в с. Курумкан состоялось на основании решения районного Совета депутатов № XI-14 от 19 марта 2010 года «О создании Аллеи героев муниципального образования „Курумканский район“ в селе Курумкан».
В апреле проведен районный благотворительный марафон по сбору средств на строительство Аллеи Героев, 12 мая 2010 г. прошла торжественная церемония открытия Аллеи Героев Социалистического труда
- Памятник Гуржапу Ванюшкеевичу Очирову

Открыт 7 мая 2017 года. Памятник легендарному командиру партизанской бригады на Смоленщине, майору, кавалеру двух Орденов Красного Знамени, Ордена Ленина и Ордена Красной Звезды, славному сыну Баргузинской долины Гуржапу Ванюшкеевичу Очирову.
Одним из тех, кто героически и доблестно защищал нашу Родину, является уроженец улуса Ярикто Забайкальской губернии Гуржап Очиров. С июня 1941 года и почти до конца 1943 года он воевал на Смоленщине.

### Памятники природы
- Гора Бархан-Уула

Согласно тибетским текстам, в Бурятии и Монголии имеется 5 главных «сабдаков» — мест, где живут главные духи. Самое северное из них — гора Бархан — уула охраняет буддистское чтение с севера. Считается, что человек, поднявшийся на эту гору, устанавливает связь с таинственной силой этого места и становится единым с богом. Только люди, ведущие праведный образ жизни, могут увидеть на скалах этой горы огромное изображение Будды. По мифологии бурят, гора Бархан — уула — место пребывания Бархан Баабай и Хажар Сагаан — нойона, хозяев Баргузинской долины, небесных повелителей спустившихся на землю с неба. На плато Тэптээхэй, перед самой вершиной находится почитаемое с древнейших времен «обо» в честь духа этой горы. С вершины Тэптээхэй открывается величественная и прекрасная панорама большей части Баргузинской долины. В 2000 годы обряды возобновились. Ежегодно проводится молебен Барха тахилга. Кроме того, каждый год совершаются паломнические восхождения на вершину горы.
- Хээр-Шошого

Хээр-Шошого — природный памятник, который находится в 24 км от улуса Барагхан в местности Шинэгальжин, что расположена в предгорьях Икатского хребта, на высоком берегу высохшей реки Бургали. Объект представляет собой останец, напоминающий древнеегипетского сфинкса или дракона. Северо-восточный склон останца пологий, остальные — крутые ступенчатообразные. Издавна для жителей Баргузинской долины скала Хээр-Шошого служила священным местом, где устраивались молебны с обильными угощениями в дар богам. Эта скала по форме напоминала древнеегипетского сфинкса, а если посмотреть на неё с Запада, то была похожа на огромного окаменевшего ящера, поднявшегося на передних лапах с приподнятой головой, обращенного на юг.
На восточной стороне этой скалы на самом низу найден пока единственный в Курумканском районе петроглиф конца неолита — бронзы, выполненный красной охрой. Культ священного камня Хээр-Шошого занимает особое место в шаманской религиозной системе баргузинских бурят. Местные жители считают его одним из древних объектов поклонения, почитавшимся разными народами, населявшими Баргузинскую долину.
- Уудэн-Шулуун (дословно «Дверь-камень»)

Уудэн-Шулуун (дословно «Дверь-камень») — это каменная гряда останцов длиной более семидесяти метров и шириной 15-20 метров. Достопримечательность находится в 25 километрах от улуса Барагхан Курумканского района в местности Хара-Хошуун, подножье Икатского хребта. Высота стен природного памятника составляет 10-15 метров. Стены каменных ворот расставлены огромными каменными плитами так ровно, что даже удивится иной строитель. У этих скал посередине есть отверстие, напоминающее дверь. Есть поверье, что, пройдя через эти «двери», бездетные супруги становятся счастливыми родителями.
- Ущелье реки Алла

Долина реки здесь троговая и моделирована древним ледником. При выходе из гор река прорезает коренные породы и протекает в узких каньонообразных ущельях. По словам российских и иностранных туристов — одно из самых красивых мест на Земле. Дух захватывает у всех без исключения, когда перед ними предстает величественная панорама горного ущелья со стремительной рекой на дне.
- Озеро Балан-Тамур

Бала́н-Таму́р — озеро на севере Бурятии в Амутской котловине, расположено на территории Джергинского природного заповедника. Является естественным расширением реки Баргузин, соединено отдельной протокой с озером Чурикто. Дно озера усеяно множеством крупных гранитных глыб, и лишь на участке впадения Баргузина отмечается песчаный материал, приносимый рекой. По генезису Балан-Тамур — тектоническое озеро, хотя не исключается и действие древних ледников.
По берегам Балан-Тамура встречается выдра, в зимнее время фиксируются стада лесного подвида северного оленя, в озере водятся следующие виды рыб: ленок, хариус, таймень, налим, речной гольян; развита высшая водная растительность.